# Robert Byron Bird
Robert Byron Bird, genannt Byron Bird und zitiert R. Byron Bird, (* 5. Februar 1924 in Bryan, Texas; † 13. November 2020) war ein US-amerikanischer Chemieingenieur und Chemiker (Physikalische Chemie). Er war Professor an der University of Wisconsin–Madison.

## Leben
Bird studierte an der University of Maryland und an der University of Illinois at Urbana-Champaign, wo er 1947 den Bachelor-Abschluss erwarb. Unterbrochen wurde das Studium vom Wehrdienst im Zweiten Weltkrieg. 1950 promovierte er in Physikalischer Chemie bei Joseph O. Hirschfelder an der University of Wisconsin-Madison (Intermolecular forces and the virial equation of state). Als Post-Doktorand war er 1950/51 als Fulbright Fellow an der Universität Amsterdam.
Er war Gastprofessor an der TU Delft (1958, 1994 als erster J. M. Burgers Professor), an der Katholischen Universität Leuven (1994) und 1962/63 als Fulbright Fellow an der Kyoto und der Universität Nagoya. Ab 1953 war er an der University of Wisconsin, ab 1955 als Assistenz-Professor und ab 1957 als Professor für Chemieingenieurwesen. 1992 wurde er emeritiert.

## Werk
Er befasste sich mit Transporttheorie nicht-Newtonscher Flüssigkeiten, speziell Polymerlösungen, mit Polymerkinetik (Grundlagen unter Einschluss von Wärme- und Massefluss und erweiterte Maxwell-Stefan-Gleichungen für Multi-Komponenten Diffusion in Polymerflüssigkeiten mit Charles F. Curtiss, später Entwicklung konstitutiver Gleichungen) und Rheologie. Er war für verschiedene Lehrbücher bekannt, unter anderem ein Buch über Transporttheorie, das ein Bestseller wurde und auch ins Chinesische, Russische, Spanische, Italienische, Tschechische und Portugiesische übersetzt wurde.

## Ehrungen und Mitgliedschaften
- 1969: Aufnahme in die National Academy of Engineering
- 1970: Aufnahme in die American Physical Society
- 1974: W. K. Lewis Award und William H. Walker Award des American Institute of Chemical Engineers
- 1974: Bingham Medal
- 1980: Otto-Laporte-Preis
- 1981: Aufnahme in die American Academy of Arts and Sciences
- 1983: A. C. Eringen Medal
- 1983: Aufnahme in die American Academy of Mechanics
- 1985: Aufnahme in die Königlich Niederländische Akademie der Wissenschaften
- 1987: National Medal of Science
- 1989: Aufnahme in die National Academy of Sciences
- 2004: Orden von Oranien-Nassau (Ritter)
- 2008: Aufnahme in die Hall of Fame der Alpha Chi Sigma der University of Wisconsin–Madison

Bird war vielfacher Ehrendoktor (Kyoto, ETH Zürich, Technion, Delft, Clarkson College, Lehigh University, Washington University, Colorado School of Mines).

## Schriften
- mit Joseph O. Hirschfelder, Charles F. Curtiss: The molecular theory of gases and liquids, Wiley 1954, 1964
- mit W. E. Stewart, Edwin N. Lightfoot: Transport Phenomena, Wiley 1960, 2002, 2007
- mit Curtiss: Fascinating Polymeric Liquids, Physics Today, Band 37, 1984, S. 36
- mit  R. C. Armstrong, O. Hassager: Dynamics of Polymeric Liquids, Band 1 (Fluid Dynamics), Band 2 (Kinetic Theory), Wiley 1977, 1987 (Band 2 mit Charles F. Curtiss)
- mit H. C. Oettinger: Transport Properties of Polymeric Liquids, Ann. Rev. Phys. Chem., Band 43, 1992, S. 371–406
- mit J. M. Wiest: Constitutive Equations for Polymeric Liquids, Ann. Rev. Fluid Mech., Band 27, 1995, S. 169–193
- mit C. F. Curtiss, R. C. Armstrong, O. Hassager: Nonlinear Viscoelastic Behavior, in Comprehensive Polymer Science, Band 2, Pergamon Press 1989, Kapitel 8
- mit C. F. Curtiss: Statistical Mechanics and Transport Phenomena: Polymeric Liquid Mixtures, in: Advances In Polymer Physics 1996